# Rajapalayam
Rajapalayam (o Rajapalaiyam) è una suddivisione dell'India, classificata come municipality, di 121.982 abitanti, situata nel distretto di Virudhunagar, nello stato federato del Tamil Nadu. In base al numero di abitanti la città rientra nella classe I (da 100.000 persone in su).

## Geografia fisica
La città è situata a 9° 26' 60 N e 77° 34' 0 E e ha un'altitudine di 220 m s.l.m..

## Società

### Evoluzione demografica
Al censimento del 2001 la popolazione di Rajapalayam assommava a 121.982 persone, delle quali 61.080 maschi e 60.902 femmine. I bambini di età inferiore o uguale ai sei anni assommavano a 11.502, dei quali 5.935 maschi e 5.567 femmine. Infine, coloro che erano in grado di saper almeno leggere e scrivere erano 89.030, dei quali 48.875 maschi e 40.155 femmine.